# Fischer Hoverwing HW20
Der Hoverwing HW20 ist der Entwurf eines zwanzigsitzigen Bodeneffektfahrzeugs aus dem Jahr 2008, das als Schnellfährboot für Indonesien entwickelt wurde. Der Bau eines Prototyps soll 2017 abgeschlossen werden. Danach ist der Aufbau einer Serienfertigung in Indonesien geplant.

## Geschichte
Die Hoverwing-Technologie ist eine Kombination aus Hovercraft-Betrieb während Start- und Landephase und Bodeneffekt-Betrieb während der normalen Reisephase, mit der der hohe Energieaufwand bis zum Erreichen des Übergangs in den Bodeneffekt insbesondere bei größeren Bodeneffektfahrzeugen reduziert werden soll. Sie wurde in der zweiten Hälfte der 1990er-Jahre bei Fischer Flugmechanik (FF) entwickelt und im Rahmen des zweisitzigen Erprobungsträgers Fischer Hoverwing HW2VT zwischen 1999 und 2001 erprobt. Hanno Fischer leitete aus der HW2VT in der Folgezeit eine Reihe von Entwürfen für Großraum-Bodeneffektfahrzeuge ab, die für den Einsatz im Fährdienstbereich geeignet waren.
Einer dieser Entwürfe war der zwanzigsitzige Hoverwing HW20, für dessen Serienfertigung sich 2008 das indonesische Unternehmen PT AGEC Techno interessierte. Mit dem Bau eines Prototyps wurde die Airfoil Development GmbH (AFD) in Willich beauftragt. Das Mutterunternehmen der PT AGEC, die indonesische GECAT Corporation, beteiligte sich dazu 2009 an Airfoil Development, um die notwendigen Mittel für den Bau zur Verfügung zu stellen. Fischer Flugmechanik erteilte eine kostenlose Lizenzgenehmigung für den Prototypenbau der HW20 an AFD. Die Airfoil Development GmbH vergab den Bau des Prototyps 2010 an die Aerostruktur Faserverbundtechnik GmbH in Gundelfingen. Seit 2016 übernahm Airfoil Development die Produktionseinrichtung der Aerostruktur in Gundelfingen und stellt seither den bereits weit fortgeschrittenen Prototyp fertig. Die Auslieferung des HW20-Prototyps an PT AGEC ist zurzeit für Anfang 2018 vorgesehen.

## Konstruktion
Der Hoverwing HW20 hat den von der HW2VT bekannten Katamaran-Rumpf, dessen Öffnungen an Bug und Heck mittels einer Schürze für den Aufbau eines Luftkissens unter dem Rumpf verschlossen werden können. Von der Airfish-Serie wurde der umgekehrte Deltaflügel nach Lippischer Bauweise und das Doppel-T-Leitwerk übernommen. Der Entwurf hat ein Startgewicht von 9,5 Tonnen und soll eine Nutzlast von 3,5 Tonnen tragen können. Bei einer Geschwindigkeit von 140 km/h soll eine Reisezeit von 5 Stunden bzw. eine Reichweite von 900 km erreicht werden. Als Antrieb kommen zwei Walter-M601D-Motoren mit je 750 PS (552 kW) zum Einsatz, die zwei Mantelschrauben im Heckbereich des Rumpfs antreiben. Zwei Honda-BF20-Außenbordmotore werden für das Manövrieren im Hafenbereich verwendet.

## Produktion und Vertrieb
Die Entwicklung des Hoverwing HW20 erfolgt im Auftrag der PT AGEC Techno in Indonesien. Nach der für 2018 geplanten Auslieferung des Musterboots durch AFD ist die Aufnahme einer Lizenzfertigung der HW20 und einer Vermarktung in Asien durch PT AGEC geplant. Angeboten wird die HW20 als Passagier- und Frachtboot sowie als VIP-Transporter. Auch bewaffnete militärische Varianten für die Küstenüberwachung werden angeboten.
Die Pläne für den Aufbau einer HW20-Serienproduktion für den europäischen Markt in Deutschland bei Aero Struktur Maritim in Nordenham wurden inzwischen wieder aufgegeben.

## Versionen
- Fischer Hoverwing HW20 – Entwurf und Prototyp der Airfoil Development von 2008, Einzelstück im Bau
- PT AGEC HW20 – geplantes Serienboot ab 2018

## Technische Daten
| Kenngröße             | Fischer Hoverwing HW20            |
| --------------------- | --------------------------------- |
| Besatzung             | 3                                 |
| Passagiere            | 20                                |
| Länge                 | 23,50 m                           |
| Spannweite            | 27,20 m                           |
| Höhe                  | 5,70 m                            |
| Flügelfläche          | m²                                |
| Flügelstreckung       |                                   |
| Nutzlast              | 3000 kg                           |
| Leermasse             | 6500 kg                           |
| max. Startmasse       | 9500 kg                           |
| Reisegeschwindigkeit  | 140 km/h                          |
| Höchstgeschwindigkeit | 190 km/h                          |
| Dienstgipfelhöhe      | 10,0 m                            |
| Reichweite            | 900 km                            |
| Triebwerke            | 2 × Walter M601D; 750 PS (552 kW) |